# 青色矮星 (赤色矮星の進化段階)
青色矮星（せいしょくわいせい、英語: blue dwarf）とは、赤色矮星が水素のほとんどを消費し尽くした後に至ると考えられる、恒星進化論における仮説上の恒星の分類の1つである。

## 赤色矮星の一生

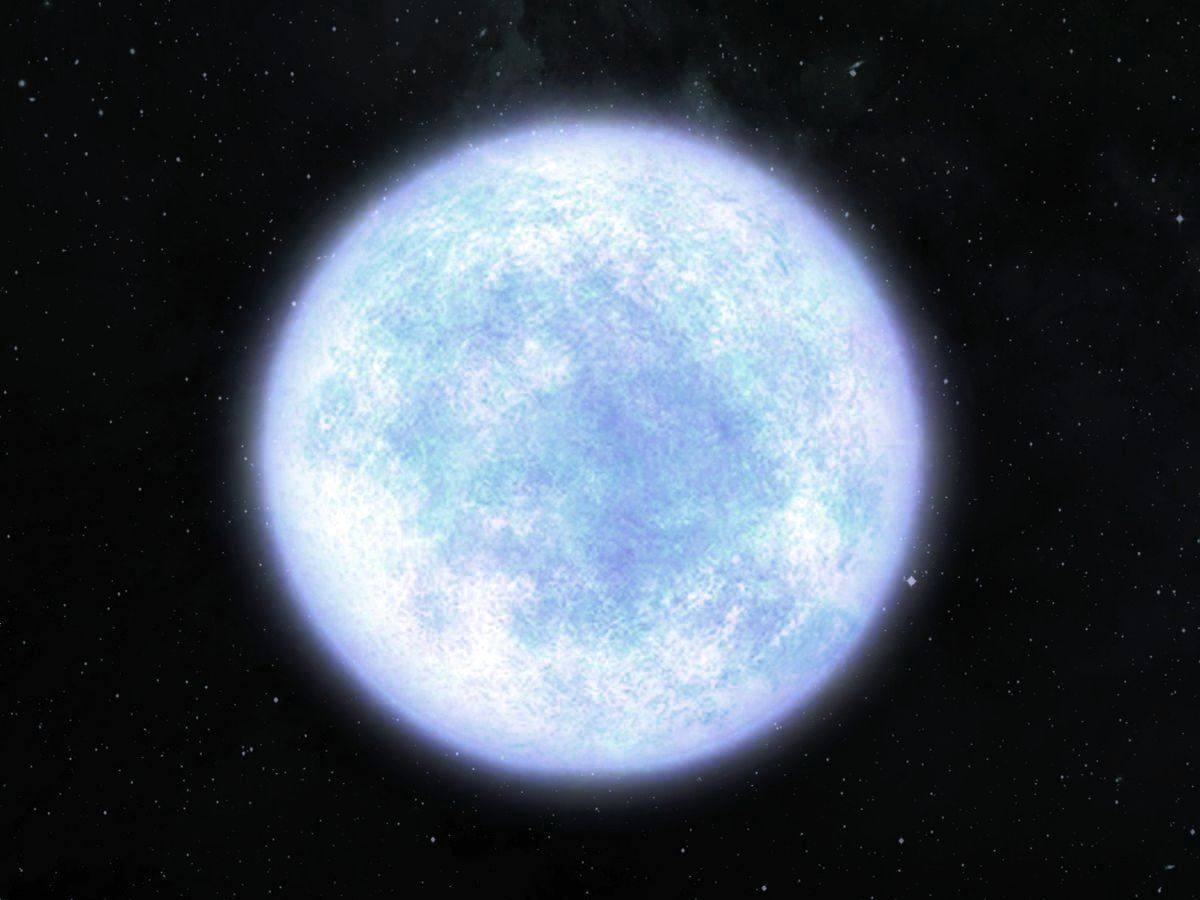
青色矮星の想像図。

赤色矮星も、その主成分は水素であろうと考えられている。赤色矮星は質量が少ないために、核融合反応による水素の消費速度が遅い。これには、赤色矮星の中心温度が足りず、水素の核融合を促進するCNOサイクルを利用できない事なども関係する。さらに、赤色矮星内部の対流の範囲が、星全体に亘るため、星全体の水素を核融合に利用できるので、非常に恒星としての寿命が長い。宇宙の年齢を加味すると、この宇宙には、まだ青色矮星の段階に至った赤色矮星は存在しないと考えられる。青色矮星の存在は、あくまで理論モデルに基づいて予測された、理論上の形態に過ぎない。
恒星は年齢と共に光度が増大し、平衡を保つために、より多いエネルギー放出を要するようになる。赤色矮星よりも明るい恒星では大きさを増して赤色巨星となり、広い表面積を持つようになる。これに対して、赤色矮星では膨張する代わりに、温度上昇によってエネルギー放出量を増大すると予測され、これによって青く変わるとされる。これは、赤色矮星の表層では、温度上昇による不透明化が、顕著には起こらないと考えられるためである。
なお、青色矮星は水素を完全に消費し尽くした後に、白色矮星に変わると考えられている。その白色矮星は最終的に、こちらも仮説上の話ながら、黒色矮星に至ると考えられている。